# Kiasmos
Kiasmos是由音樂家Ólafur Arnalds和Janus Rasmussen於2009年組成的冰島實驗電子計劃組合，後來加入英國音樂廠牌Erased Tapes Records。

## 團隊成員

### Ólafur Arnalds
奥拉佛·阿納爾德斯（英語：Ólafur Arnalds，1986年11月3日—）是曾獲得英國電影學院獎配樂大獎的冰島莫斯費德斯拜爾作曲家和音樂製作人，擅長融合管弦樂、鋼琴回聲、和電子鼓聲響，製做氛圍音樂、電子歌曲，曾經為樂團Fighting Shit、Celestine⋯⋯等金屬樂團鼓手。

### Janus Rasmussen
來自丹麥法羅群島的Janus Rasmussen是Bloodgroup的成員之一。

## 發行作品

### 專輯
| № | 發售日         | 專輯名  | 發行商        |
| - | -------------- | ------- | ------------- |
| 1 | 2014年10月27日 | Kiasmos | Ereased Tapes |

### 單曲
| № | 發售日         | 單曲名 | 發行商        |
| - | -------------- | ------ | ------------- |
| 1 | 2012年9月21日  | Thrown | Ereased Tapes |
| 2 | 2015年4月18日  | Looped | Ereased Tapes |
| 3 | 2015年11月20日 | Swept  | Ereased Tapes |

### 合輯
| № | 發售日        | 合輯名  | 發行商                        |
| - | ------------- | ------- | ----------------------------- |
| 1 | 2009年3月27日 | 65/Milo | Rival Consoles、Ereased Tapes |

## 來源引用
1. ↑  arion au yeung. . 出版者. 2015年12月3日  [2016年1月14日]. （原始内容存档于2017年2月15日） （中文（臺灣））. 跟著，是去年極喜愛的冰島Minimal Techno二人組合Kiasmos，之前錯過了Olafur Arnalds來港個人演出，今次總算可以現場親身沉溺於Kiasmos的低迷潛心魅韻之中，近一小時多Non-stop 形式演出，Olafur與Janus Rasmussen於早已預設的programming作現場調理，Olafur有時也會出錯於節奏聲軌加減的準繩度，整體非常隨心所欲，現場重低音Sub-woofer氣場全面攻陷，配套沿途很漫不經意又帶點詩意的唯美影像，極盡視聽之娛，原本在家唱盤細賞已夠好氣氛，如今現場版本是另一昇華層次，兩首較Up-tempo一點的《Swayed》及 《Bent》促令大家Natural High舞動起來，《Looped》及《Thrown》繼續美不勝收是預料之內，就連台上一位外籍守衛員也禁不住兼任舞伴投入Kiasmos演出中，完場後，Olafur親善出來跟Fans短聚，我的《Looped》及《Thrown》兩張 EP成功簽名留念。
2. ↑  Keep on Rolling in Sound. . Facebook. 原文發表日期  [2016年1月14日]. （原始内容存档于2019年2月16日） （中文（臺灣））. Ólafur Arnalds 在雙人電子組合 Kiasmos 中較為人熟知，另一位成員 Janus Rasmussen 同時也是樂團 Bloodgroup 一員。

## 外部連結
- Kiasmos的Facebook專頁
- Kiasmos的X（前Twitter）
- Kiasmos在SoundCloud上的页面